# Marcelo Mabilia
Marcelo Mabilia, mais conhecido como Mabilia (Porto Alegre, 31 de outubro de 1972), é um ex-futebolista e ex-treinador brasileiro.

## Jogador
No time juniores do Grêmio, foi vice-campeão da Taça São Paulo de 1991 e destaque ao lado do goleiro Danrlei. No mesmo ano, subiu ao time principal, quando foi penúltimo colocado do Brasileiro.
Chegou a ter uma rápida passagem pelo Corinthians, em 1993, por empréstimo. Estreou em 10 de agosto, no empate com o Mogi Mirim em 0 a 0, em partida válida pelo Torneio João Havelange de 1993. No geral, foi apenas reserva no time do técnico Mário Sérgio. Marcou um único gol pelo Alvinegro, em 25 de outubro de 1993, no empate em 1 a 1 com o Internacional no Beira-Rio, pelo Campeonato Brasileiro daquele ano.
Voltou ao Grêmio em 1994.
Disputou o Brasileirão de 1994 pelo Fluminense.
Mabilia foi campeão da Copa do Brasil de 1999 pelo Juventude.
No segundo semestre de 1997, veio do Jubilo Iwata do Japão para o Internacional.
Em 2001, atuou pelo Coritiba, quando a equipe alviverde foi vice-campeã da Copa Sul-Minas e semifinalista da Copa dos Campeões e da Copa do Brasil.
Mabília ainda jogou no Mogi-Mirim (SP), Náutico (2003), no extinto Tubarão (SC), Figueirense (2002), e no Ulbra (RS), onde encerrou sua carreira, em 2004.

## Treinador
Após terminar a carreira de jogador, ficou seis meses como empresário de jogador e um ano como gerente de futebol da Ulbra-RS.
Seu primeiro clube como treinador foi o Mogi Mirim, onde comandou a equipe sub-20, foi campeão Paulista sub-20 de 2006 e revelou atletas como Lins, Robinho (meia) e Gil (volante).
Em dezembro de 2008, assumiu como auxiliar técnico de Ivo Wortmann no Coritiba.
Em 2011, ele foi treinador do Guarani de Garibaldi-RS, Guarani de Venâncio Aires-RS e Novo Hamburgo sub-20 antes de chegar à base do Grêmio.
Nos quase dois anos em foi treinador das categorias de base do Grêmio, revelou Walace, Luan e Everton, além de promovido as estreias dos dois últimos pela equipe principal durante o Campeonato Gaúcho de 2014. Deixou o clube em fevereiro de 2014.
Em outubro de 2014, assumiu o Novo Hamburgo.
Iniciou 2015 no Inter de Lages e levou o time ao hexagonal final do Catarinense, garantindo uma vaga na Série D do Brasileiro. Em maio do mesmo ano, assumiu o Tombense.
Em março de 2018, assumiu o Pelotas.
Em julho de 2018, assumiu o Clube Atlético Metropolitano para a disputa do Campeonato Catarinense da Série B, do qual foi campeão. Deixou o clube em fevereiro do ano seguinte.
Em março de 2019, ele anunciou a decisão de deixar de atuar como técnico para se dedicar à atividade de empresário de futebol.

### Estatísticas como treinador
| Clube            | Jogos | Vitórias | Empates | Derrotas | Aproveitamento |
| ---------------- | ----- | -------- | ------- | -------- | -------------- |
| Novo Hamburgo    | 17    | 9        | 4       | 4        | 60,7%          |
| Inter de Lages   | 19    | 7        | 5       | 7        | 45,6%          |
| Tombense         | 18    | 3        | 8       | 7        | 31,5%          |
| Atlético Tubarão | 25    | 14       | 3       | 8        | 60,0%          |
| Pelotas          | 10    | 4        | 2       | 4        | 46,6%          |
| Tricordiano      | 5     | 2        | 2       | 1        | 53,3%          |
| Santa Cruz-RS    | 9     | 0        | 4       | 5        | 14,8%          |
| Metropolitano    | 21    | 8        | 5       | 8        | 46,0%          |
| TOTAL            | 124   | 47       | 33      | 44       | 46,7%          |

## Títulos

### Jogador
Grêmio
- Campeonato Gaúcho: 1993

Juventude
- Copa do Brasil: 1999

### Treinador
Metropolitano
- Campeonato Catarinense - Série B: 2018[29]

Novo Hamburgo
- Copa Metropolitana: 2014[30]